# Thực tế ảo

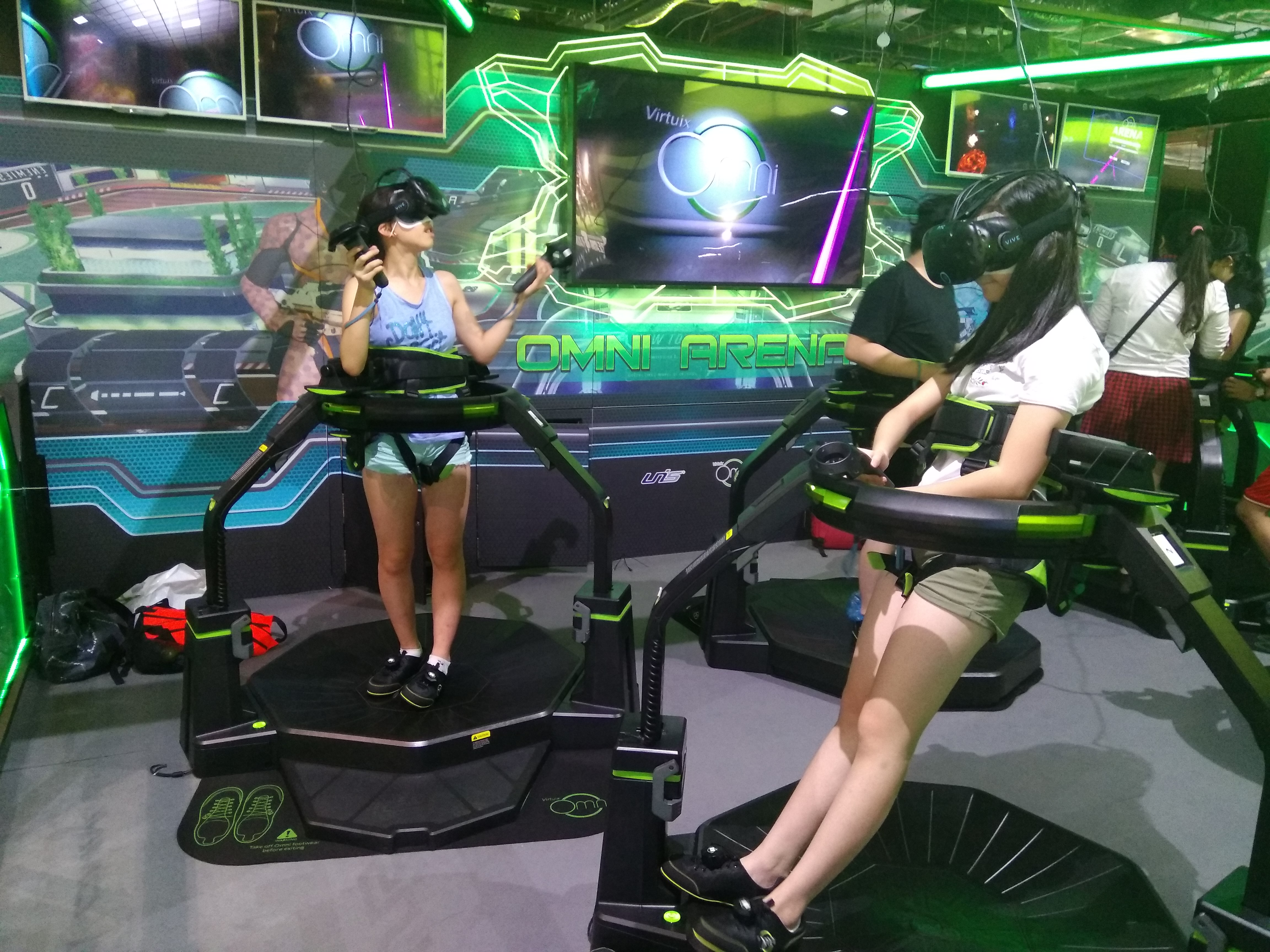
Trải nghiệm công nghệ thực tế ảo tại Hà Nội, Việt Nam

Thực tế ảo (tiếng Anh: virtual reality - VR) là một trải nghiệm mô phỏng có thể giống hoặc khác hoàn toàn với thế giới thực. Các ứng dụng của thực tế ảo có thể bao gồm giải trí (tức là chơi game) và mục đích giáo dục (nghĩa là đào tạo y tế hoặc quân sự). Các loại khác, công nghệ phong cách VR khác biệt bao gồm thực tế tăng cường và thực tế hỗn hợp. Hiện tại các hệ thống thực tế ảo tiêu chuẩn sử dụng tai nghe thực tế ảo hoặc môi trường nhiều dự án để tạo ra hình ảnh thực tế, âm thanh và các cảm giác khác mô phỏng sự hiện diện vật lý của người dùng trong môi trường ảo.
Một người sử dụng thiết bị thực tế ảo có thể nhìn xung quanh thế giới nhân tạo, di chuyển xung quanh và tương tác với các tính năng hoặc vật phẩm ảo. Hiệu ứng thường được tạo ra bởi các tai nghe VR bao gồm màn hình gắn trên đầu với màn hình nhỏ trước mắt, nhưng cũng có thể được tạo thông qua các phòng được thiết kế đặc biệt với nhiều màn hình lớn. Thực tế ảo thường kết hợp phản hồi thính giác và video, nhưng cũng có thể cho phép các loại phản hồi cảm giác và lực khác thông qua công nghệ haptic

## Từ nguyên
"Ảo" có ý nghĩa "là một cái gì đó thực chất hoặc hiệu ứng, mặc dù không thực sự hoặc thực tế" kể từ giữa những năm 1400. Thuật ngữ "ảo" đã được sử dụng theo nghĩa máy tính "không tồn tại về mặt vật lý nhưng được xuất hiện bằng phần mềm" từ năm 1959.Năm 1938, nhà viết kịch tiên phong người Pháp Antonin Artaud đã mô tả bản chất ảo tưởng của các nhân vật và đồ vật trong nhà hát là "la réalité virtuelle" trong một bộ sưu tập các bài tiểu luận, Le Théâtre et son double. Bản dịch tiếng Anh của cuốn sách này, được xuất bản năm 1958 với tên gọi Nhà hát và đôi của nó, là cách sử dụng xuất bản sớm nhất của thuật ngữ "thực tế ảo". Thuật ngữ "thực tế nhân tạo", được đặt ra bởi Myron Krueger, đã được sử dụng từ những năm 1970. Thuật ngữ "thực tế ảo" lần đầu tiên được sử dụng trong bối cảnh khoa học viễn tưởng trong The Judas Mandala, tiểu thuyết năm 1982 của Damien Broderick.

## Hình thức, phương pháp
Một phương pháp mà thực tế ảo có thể được nhận ra là thực tế ảo dựa trên mô phỏng. Ví dụ, trình mô phỏng lái xe mang lại cho người lái trên xe cảm giác thực sự lái một chiếc xe thực tế bằng cách dự đoán chuyển động của xe do đầu vào lái xe và đưa lại tín hiệu hình ảnh, chuyển động và âm thanh tương ứng cho người lái xe. Với thực tế ảo dựa trên hình ảnh đại diện, mọi người có thể tham gia vào môi trường ảo dưới dạng video thực cũng như hình đại diện. Người ta có thể tham gia vào môi trường ảo phân tán 3D dưới dạng hình đại diện thông thường hoặc video thực. Người dùng có thể chọn loại tham gia riêng dựa trên khả năng của hệ thống.
Trong thực tế ảo dựa trên máy chiếu, mô hình hóa môi trường thực tế đóng một vai trò quan trọng trong các ứng dụng thực tế ảo khác nhau, chẳng hạn như điều hướng robot, mô hình xây dựng và mô phỏng máy bay. Các hệ thống thực tế ảo dựa trên hình ảnh đã trở nên phổ biến trong cộng đồng đồ họa máy tính và thị giác máy tính. Trong việc tạo các mô hình thực tế, điều cần thiết là phải đăng ký chính xác dữ liệu 3D thu được; thông thường, một camera được sử dụng để mô hình các vật thể nhỏ ở khoảng cách ngắn.
Thực tế ảo dựa trên máy tính để bàn hiển thị một thế giới ảo 3D trên màn hình máy tính để bàn thông thường mà không sử dụng bất kỳ thiết bị theo dõi vị trí chuyên dụng nào. Nhiều trò chơi video với góc nhìn thứ nhất hiện đại có thể được sử dụng làm ví dụ, sử dụng nhiều kích hoạt, nhân vật phản ứng và các thiết bị tương tác khác để khiến người dùng cảm thấy như đang ở trong một thế giới ảo. Một lời chỉ trích phổ biến về hình thức nhập vai này là không có cảm giác về tầm nhìn ngoại vi, hạn chế khả năng của người dùng để biết những gì đang xảy ra xung quanh họ.
Thực tế Augmented (AR) là một loại công nghệ thực tế ảo pha trộn những gì người dùng nhìn thấy trong môi trường thực tế của họ với nội dung số được tạo bởi phần mềm máy tính. Các hình ảnh được tạo bằng phần mềm bổ sung với cảnh ảo thường cải thiện cách nhìn xung quanh thực theo một cách nào đó. Hệ thống AR đưa thông tin ảo qua camera trực tiếp vào tai nghe hoặc kính thông minh hoặc thông qua thiết bị di động cho người dùng khả năng xem hình ảnh ba chiều. Thực tế hỗn hợp (MR) là sự hợp nhất của thế giới thực và thế giới ảo để tạo ra môi trường mới và trực quan hóa nơi các vật thể và kỹ thuật số cùng tồn tại và tương tác trong thời gian thực. Một không gian mạng đôi khi được định nghĩa là một thực tế ảo được nối mạng. Thực tế mô phỏng là một thực tế ảo giả định thực sự nhập vai như thực tế thực tế, cho phép trải nghiệm sống động như thật hoặc thậm chí là vĩnh cửu ảo.

## Lịch sử
Công nghệ thực tế ảo không phải là một phát minh mới mà đã xuất hiện từ thế kỷ 20, cụ thể là vào năm 1962 khi ông Morton Heilig (Mỹ) phát minh ra thiết bị mô phỏng SENSORAMA. Tuy nhiên cũng như nhiều ngành công nghệ khác, VR chỉ thực sự được phát triển ứng dụng rộng rãi trong những năm gần đây nhờ vào sự phát triển của tin học (phần mềm) và máy tính (phần cứng). Ngày nay VR đã trở thành một ngành công nghiệp và thị trường VR tăng trưởng hàng năm khoảng 21% và dự tính đạt khoảng 3,4 tỷ đô la Mỹ năm 2005 (theo Machover, 2004). Theo dự đoán của tổ chức nghiên cứu thị trường toàn cầu Gartner, VR đứng đầu danh sách 10 công nghệ chiến lược năm 2009.

## Các thành phần

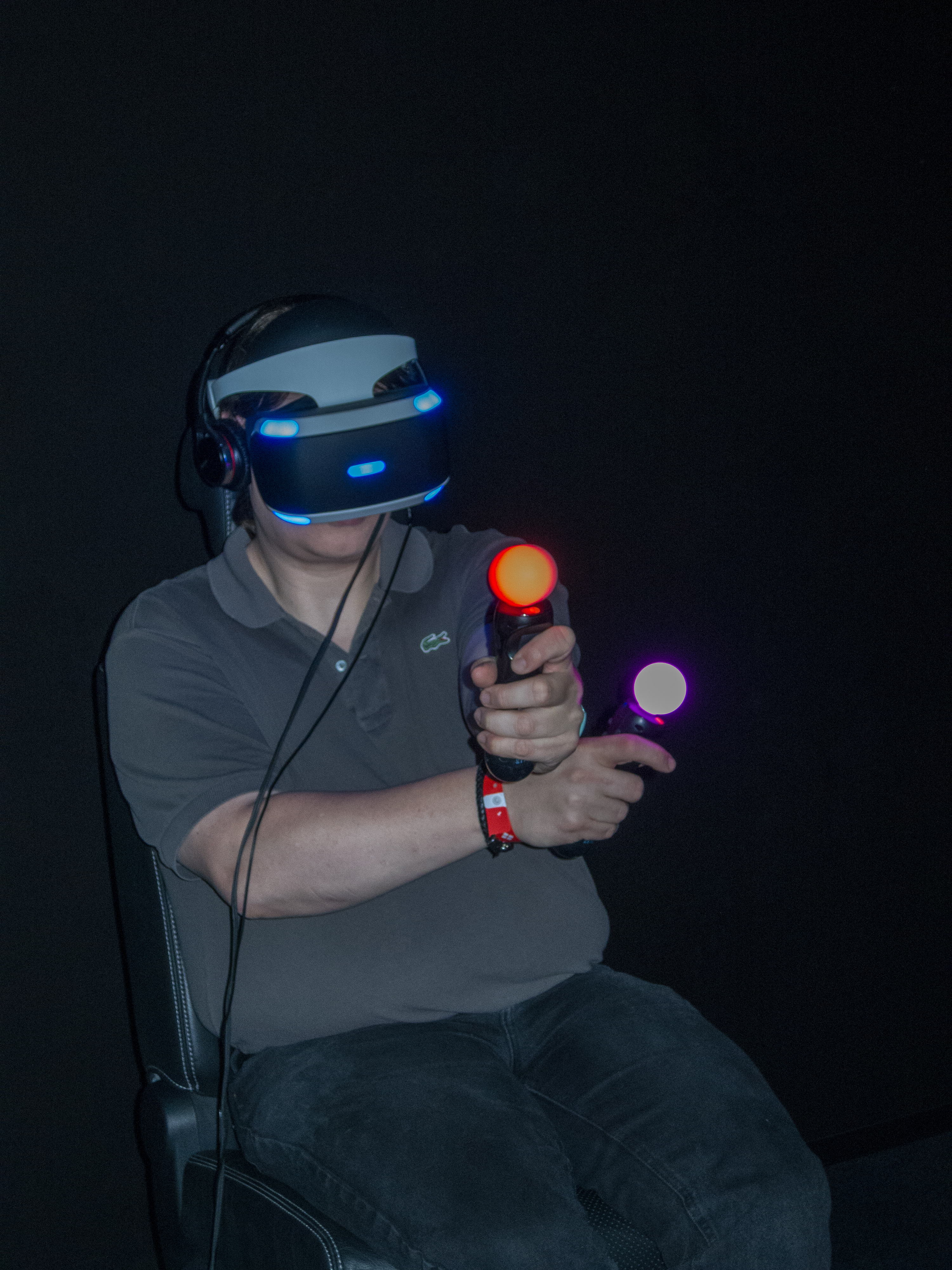
Một người đang sử dụng máy chơi game Thực tế ảo

### Phần mềm (Software)
Phần mềm luôn là linh hồn của VR cũng như đối với bất cứ một hệ thống máy tính hiện đại nào. Về mặt nguyên tắc có thể dùng bất cứ ngôn ngữ lập trình hay phần mềm đồ họa nào để mô hình hóa (modelling) và mô phỏng (simulation) các đối tượng của VR. Ví dụ như các ngôn ngữ (có thể tìm miễn phí) OpenGL, C++, Java3D, VRML, X3D,...hay các phần mềm thương mại như WorldToolKit, PeopleShop,... Phần mềm của bất kỳ VR nào cũng phải bảo đảm 2 công dụng chính: Tạo hình và Mô phỏng. Các đối tượng của VR được mô hình hóa nhờ chính phần mềm này hay chuyển sang từ các mô hình 3D (thiết kế nhờ các phần mềm CAD khác như AutoCAD, 3D Studio, 3Ds Max...). Sau đó phần mềm VR phải có khả năng mô phỏng động học, động lực học, và mô phỏng ứng xử của đối tượng.

### Phần cứng (Hardware)
Phần cứng của một VR bao gồm:
1. Máy tính (PC hay Workstation với cấu hình đồ họa mạnh).
2. Các thiết bị đầu vào (Input devices): Bộ dò vị trí (position tracking) để xác định vị trí quan sát. Bộ giao diện định vị (Navigation interfaces) để di chuyển vị trí người sử dụng. Bộ giao diện cử chỉ (Gesture interfaces) như găng tay dữ liệu (data glove) để người sử dụng có thể điều khiển đối tượng.
3. Các thiết bị đầu ra (Output devices): gồm hiển thị đồ họa (như màn hình, HDMI,..) để nhìn được đối tượng 3D nổi. Thiết bị âm thanh (loa) để nghe được âm thanh vòm (như Hi-Fi, Surround,..). Bộ phản hồi cảm giác (Haptic feedback như găng tay,..) để tạo xúc giác khi sờ, nắm đối tượng. Bộ phản hồi xung lực (Force Feedback) để tạo lực tác động như khi đạp xe, đi đường xóc,...

## Các ứng dụng chính
Tại các nước phát triển, chúng ta có thể nhận thấy VR được ứng dụng trong mọi lĩnh vực: Khoa học kỹ thuật, kiến trúc, quân sự, giải trí, du lịch, địa ốc và đáp ứng mọi nhu cầu: Nghiên cứu - Giáo dục - Thương mại - dịch vụ. Thực tế ảo được sử dụng phổ biến nhất trong các ứng dụng giải trí như trò chơi video và rạp chiếu phim 3D. Tai nghe thực tế ảo tiêu dùng được phát hành lần đầu tiên bởi các công ty trò chơi video vào đầu những năm 1990. Bắt đầu từ những năm 2010, các tai nghe buộc dây thương mại thế hệ tiếp theo đã được Oculus (Rift), HTC (Vive) và Sony (PlayStation VR) phát hành, tạo ra một làn sóng phát triển ứng dụng mới. Rạp chiếu phim 3D đã được sử dụng cho các sự kiện thể thao, mỹ thuật, video âm nhạc và phim ngắn. Kể từ năm 2015, tàu lượn siêu tốc và công viên chủ đề đã kết hợp thực tế ảo để phù hợp với hiệu ứng hình ảnh với phản hồi xúc giác.

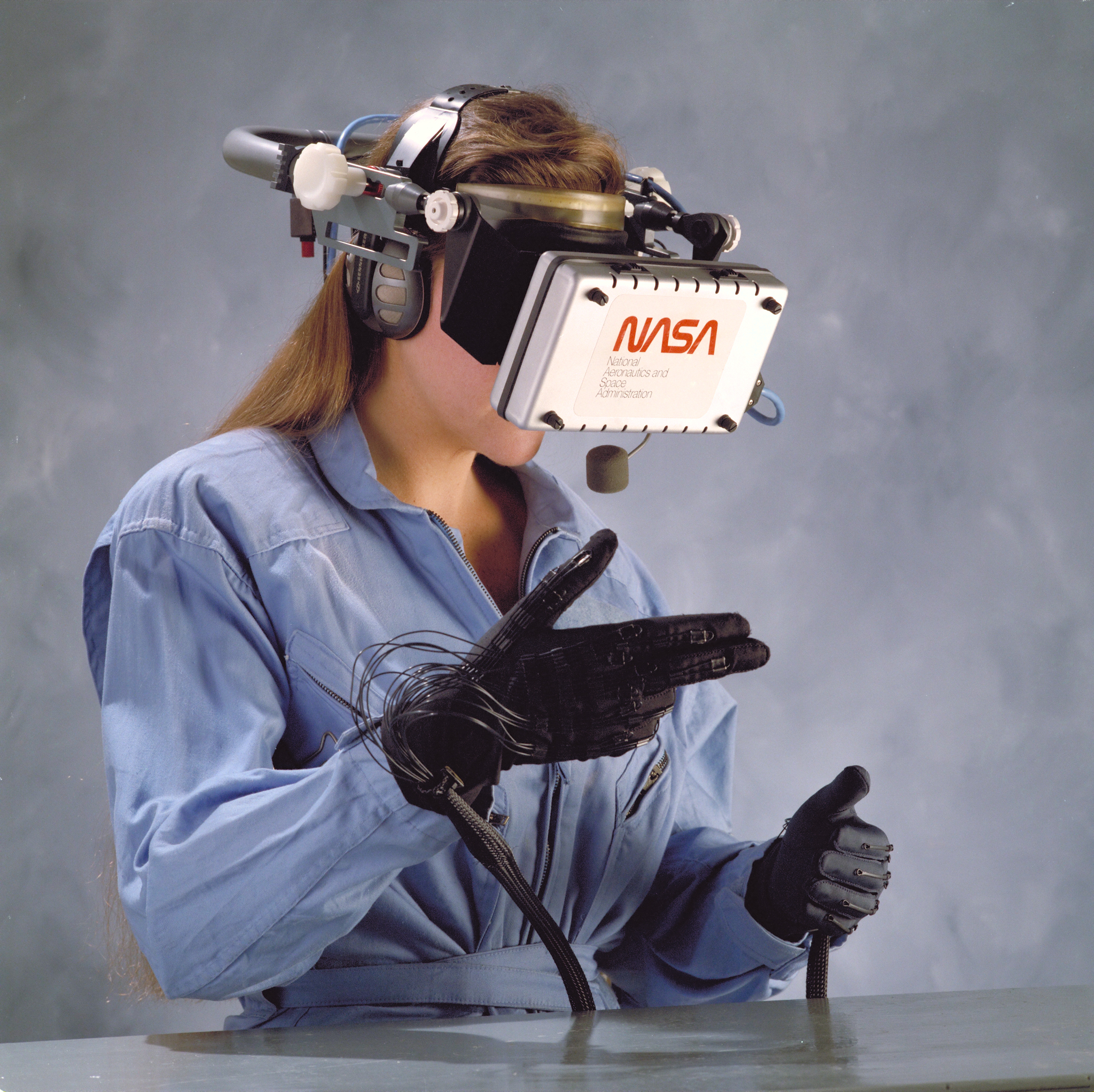
Ứng dụng thực tế ảo tại NASA

Trong khoa học xã hội và tâm lý học, thực tế ảo cung cấp một công cụ tiết kiệm chi phí để nghiên cứu và tái tạo các tương tác trong một môi trường được kiểm soát. Nó có thể được sử dụng như một hình thức can thiệp trị liệu. Ví dụ, có trường hợp trị liệu phơi nhiễm thực tế ảo (VRET), một hình thức trị liệu phơi nhiễm để điều trị các rối loạn lo âu như rối loạn căng thẳng sau chấn thương (PTSD) và ám ảnh.
Trong y học, các chương trình thực tế ảo đang được sử dụng trong các quy trình phục hồi chức năng với những người già được chẩn đoán mắc bệnh Alzheimer. Điều này mang lại cho những bệnh nhân cao tuổi này cơ hội mô phỏng những trải nghiệm thực tế mà họ không thể trải nghiệm do tình trạng hiện tại của họ. 17 nghiên cứu gần đây với các thử nghiệm ngẫu nhiên có kiểm soát đã chỉ ra rằng các ứng dụng thực tế ảo có hiệu quả trong điều trị thiếu hụt nhận thức bằng các chẩn đoán thần kinh. Mất khả năng vận động ở bệnh nhân cao tuổi có thể dẫn đến cảm giác cô đơn và trầm cảm. Thực tế ảo có thể hỗ trợ trong việc tạo ra sự lão hóa trong cuộc sống với thế giới bên ngoài mà họ không thể dễ dàng điều hướng. Thực tế ảo cho phép điều trị phơi nhiễm diễn ra trong một môi trường an toàn.
Trong giáo dục, thực tế ảo có thể mô phỏng không gian làm việc thực tế cho mục đích an toàn và sức khỏe nghề nghiệp, mục đích giáo dục và mục đích đào tạo. Nó có thể được sử dụng để cung cấp cho người học một môi trường ảo nơi họ có thể phát triển các kỹ năng của mình mà không phải chịu hậu quả trong thế giới thực. Nó đã được sử dụng và nghiên cứu giáo dục tiểu học, giảng dạy giải phẫu, quân sự, đào tạo phi hành gia, mô phỏng chuyến bay, đào tạo thợ mỏ,,... Nó cũng đã được tuyên bố để giảm chi phí huấn luyện quân sự bằng cách giảm thiểu lượng đạn dược sử dụng trong thời gian huấn luyện.
Trong kinh doanh, sự phát triển của thực tế ảo mang đến cơ hội và kênh thay thế cho tiếp thị kỹ thuật số. Nó cũng được coi là một nền tảng mới cho thương mại điện tử, đặc biệt là trong nỗ lực thách thức các nhà bán lẻ truyền thống. Tuy nhiên, một nghiên cứu năm 2018 tiết lộ rằng phần lớn hàng hóa vẫn được mua trong các cửa hàng vật lý.
Trong thi công xây dựng và kiến trúc nội thất, các kiến trúc sư thiết kế, nhà thầu và gia chủ sẽ sử dụng công nghệ thực tế ảo kết hợp với phần mềm để mô phỏng các công trình kiến trúc hoặc các không gian nội thất, và các thiết kế được dựng lên bởi công nghệ này cho người dùng cảm giác hiện diện siêu chân thực trong các không gian đa chiều (3D) theo từng khoảnh khắc thời gian cụ thể. Người sử dụng sẽ sử dụng kính VR hoặc các thiết bị tương tự để "bước vào" một không gian ảo được tạo ra bởi công nghệ VR. Tại đó, họ có thể bước đi, tương tác với các vật dụng, khám phá các phòng, các tầng và thậm chí là cả một tòa nhà. Đặc biệt, với khả năng kết xuất thời gian chuẩn, công nghệ này cũng giúp người dùng có thể quan sát được màu sắc, trạng thái của các chi tiết nội thất sẽ thay đổi như thế nào trong từng điều kiện môi trường (buổi sáng, buổi tối,...). Nó còn cho phép điều chỉnh và thử nghiệm các ý tưởng thiết kế một cách nhanh chóng dựa trên phản hồi của gia chủ, giúp tăng tính linh hoạt trong quá trình làm việc. Ngoài việc quan sát, người thiết kế còn có thể trực tiếp bước đi trong không gian và tương tác với từng vật dụng, chẳng hạn đóng/mở cửa, bật/tắt đèn,... Công nghệ thực tế ảo trong kiến trúc nội thất giúp tăng cường khả năng trực quan hóa và mô phỏng, cho phép các nhà thiết kế kiến trúc có thể tạo ra mô hình 3D chính xác hơn và hiển thị các tính năng chi tiết của công trình xây dựng trước khi bắt đầu thực hiện. Điều này giúp giảm thiểu sai sót trong quá trình thiết kế, tăng hiệu quả và giảm thời gian thực hiện. Tuy nhiên, tại Việt Nam thì khái niệm này vẫn còn mới lạ, chưa phổ biến vì sự phức tạp, đòi hỏi kiến thức chuyên môn cao, quá trình đào tạo bài bản và chi phí đầu tư công nghệ khủng.
Trong du lịch, công nghệ thực tế ảo đã được áp dụng phổ biến ở nhiều điểm tham quan trên thế giới. Tại Pháp, toà lâu đài Château d'Amboise có tuổi đời 600 năm tại thung lũng sông Loire đã ứng dụng công nghệ này để thu hút khách du lịch, tái hiện nội thất ba chiều và thuyết minh lịch sử về lâu đài, thay thế cho hướng dẫn viên du lịch truyền thống. Nó cũng giúp giảm thiểu rác thải bởi du khách không cần mỗi người một cuốn sách hướng dẫn, tờ rơi hay bản đồ. Tại thành phố Hồ Chí Minh, công nghệ thực tế ảo bước đầu phát huy tác dụng tại một số điểm du lịch chẳng hạn như Bảo tàng Biệt động Sài Gòn - Gia Định hay Bảo tàng Phụ nữ Nam Bộ, nhưng vẫn cần được hoàn thiện.
Bên cạnh các ứng dụng truyền thống ở trên, cũng có một số ứng dụng mới nổi lên trong thời gian gần đây của VR như: VR ứng dụng trong sản xuất, VR ứng dụng trong ngành rô-bốt, VR ứng dụng trong hiển thị thông tin (thăm dò dầu mỏ, hiển thị thông tin khối, ứng dụng cho ngành du lịch, ứng dụng cho thị trường bất động sản....)
VR có tiềm năng ứng dụng vô cùng lớn. Có thể nói tóm lại một điều: Mọi lĩnh vực "có thật" trong cuộc sống đều có thể ứng dụng "thực tế ảo" để nghiên cứu và phát triển hoàn thiện hơn.
Hiện nay YouTube đã có tính năng hỗ trợ xem video 360 độ với máy VR.

## Mối quan tâm

### Sức khỏe và sự an toàn
Có nhiều cân nhắc về sức khỏe và an toàn của thực tế ảo. Một số triệu chứng không mong muốn đã được gây ra bởi việc sử dụng thực tế ảo kéo dài, và những điều này có thể đã làm chậm sự phát triển của công nghệ. Hầu hết các hệ thống thực tế ảo đi kèm với các cảnh báo của người tiêu dùng, bao gồm: co giật; vấn đề phát triển ở trẻ em; cảnh báo va chạm và va chạm; khó chịu; chấn thương căng thẳng lặp đi lặp lại; và can thiệp với các thiết bị y tế. Một số người dùng có thể bị co giật, co giật hoặc mất điện trong khi sử dụng tai nghe VR, ngay cả khi họ không có tiền sử động kinh và chưa bao giờ bị mất điện hoặc động kinh trước đó. Một trong 4.000 người, hoặc 0,25%, có thể gặp các triệu chứng này. Vì những triệu chứng này phổ biến hơn ở những người dưới 20 tuổi, trẻ em được khuyên không nên sử dụng tai nghe VR. Các vấn đề khác có thể xảy ra trong các tương tác vật lý với môi trường của một người. Trong khi đeo tai nghe VR, mọi người nhanh chóng mất nhận thức về môi trường xung quanh trong thế giới thực của họ và có thể tự làm mình bị thương bằng cách vấp ngã hoặc va chạm với các vật thể trong thế giới thực.
Tai nghe VR có thể thường xuyên gây mỏi mắt, cũng như tất cả các công nghệ được sàng lọc, bởi vì mọi người có xu hướng chớp mắt ít hơn khi xem màn hình, khiến mắt họ bị khô hơn. Đã có một số lo ngại về tai nghe VR góp phần gây cận thị, nhưng mặc dù tai nghe VR ngồi sát mắt, chúng có thể không nhất thiết góp phần gây cận thị nếu độ dài tiêu cự của hình ảnh được hiển thị đủ xa.
Bệnh thực tế ảo (còn được gọi là chứng sợ ảo) xảy ra khi một người tiếp xúc với môi trường ảo gây ra các triệu chứng tương tự như các triệu chứng say tàu xe. Phụ nữ bị ảnh hưởng nhiều hơn nam giới bởi các triệu chứng do tai nghe gây ra, với tỷ lệ tương ứng khoảng 77% và 33%. Các triệu chứng phổ biến nhất là khó chịu chung, đau đầu, nhận thức dạ dày, buồn nôn, nôn, xanh xao, đổ mồ hôi, mệt mỏi, buồn ngủ, mất phương hướng và thờ ơ. Ví dụ, Virtual Boy của Nintendo đã nhận được nhiều lời chỉ trích vì các hiệu ứng vật lý tiêu cực của nó, bao gồm "chóng mặt, buồn nôn và đau đầu". Những triệu chứng say tàu xe này được gây ra bởi sự mất kết nối giữa những gì được nhìn thấy và những gì phần còn lại của cơ thể cảm nhận được. Khi hệ thống tiền đình, hệ thống cân bằng bên trong của cơ thể, không trải nghiệm chuyển động mà nó mong đợi từ đầu vào thị giác qua mắt, người dùng có thể bị bệnh VR. Điều này cũng có thể xảy ra nếu hệ thống VR không có tốc độ khung hình đủ cao hoặc nếu có độ trễ giữa chuyển động của cơ thể và phản ứng thị giác trên màn hình với nó. Bởi vì khoảng 25 cường40% số người gặp phải một số loại bệnh VR khi sử dụng máy VR, các công ty đang tích cực tìm cách để giảm bệnh VR.

### Trẻ em trong thực tế ảo
Mối quan hệ giữa thực tế ảo và người dùng chưa đủ tuổi của nó đang gây tranh cãi và chưa được khám phá. Trong khi đó, trẻ em ngày càng nhận thức rõ hơn về VR, với con số ở Mỹ chưa bao giờ nghe nói về thực tế ảo giảm một nửa từ mùa thu 2016 (40%) đến mùa xuân 2017 (19%).
Valeriy Kondruk, CEO của nền tảng du lịch VR Ascape, cho biết số lượt tải xuống ứng dụng vào tháng 3 năm 2020 tăng 60% so với tháng 12 năm 2019 và tăng gấp đôi so với tháng 1 năm 2020. Theo Kondruk, thông thường, tháng bận rộn nhất đối với các công ty VR là tháng 12, liên quan đến kỳ nghỉ mùa đông và mọi người dành nhiều thời gian hơn ở nhà.
Đầu năm 2016, các tai nghe thực tế ảo đã có sẵn trên thị trường với các ưu đãi từ, ví dụ: Facebook (Oculus), HTC và Valve (Vive) Microsoft (HoloLens) và Sony (Morpheus). Vào thời điểm đó và cho đến ngày nay, các thương hiệu này có các hướng dẫn về độ tuổi khác nhau cho người dùng, ví dụ: 12+ hoặc 14+, điều này cho thấy chính sách hoàn toàn tự điều chỉnh.
Các nghiên cứu về hành vi của người tiêu dùng VR hoặc ảnh hưởng của nó đối với trẻ em và một bộ quy tắc đạo đức liên quan đến người dùng chưa đủ tuổi đặc biệt cần thiết, do có sẵn nội dung khiêu dâm và bạo lực. Nghiên cứu liên quan về bạo lực trong các trò chơi video cho thấy rằng việc tiếp xúc với bạo lực truyền thông có thể ảnh hưởng đến thái độ, hành vi và thậm chí là tự khái niệm. Tự khái niệm là một chỉ số quan trọng về thái độ cốt lõi và khả năng đối phó, đặc biệt là ở thanh thiếu niên. Các nghiên cứu ban đầu tiến hành quan sát so với việc tham gia các trò chơi VR bạo lực cho thấy đối với những người tham gia trò chơi thực tế ảo, họ có những suy nghĩ kích thích và hung hăng cao hơn.

## Quyền riêng tư
Việc theo dõi liên tục được yêu cầu bởi tất cả các hệ thống VR làm cho công nghệ này đặc biệt hữu ích và dễ bị giám sát hàng loạt. Việc mở rộng VR sẽ tăng tiềm năng và giảm chi phí cho việc thu thập thông tin về hành động, chuyển động và phản hồi cá nhân.